# Yaizu-jinja

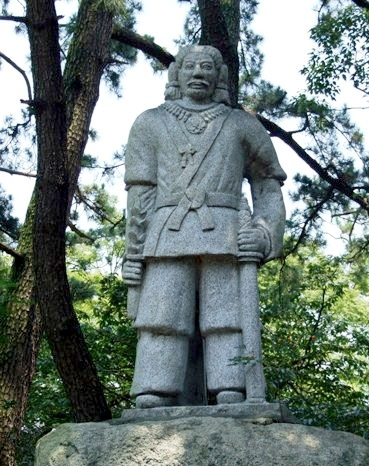
Statue de Yamato Takeru au Yaizu-jinja.

Le Yaizu-jinja (焼津神社) est un sanctuaire shinto situé dans la ville de Yaizu, préfecture de Shizuoka au Japon. Il est aussi appelé le Irie Daimyojin (入江大明神). Son principal matsuri (festival) se tient le 13 août.

## Kami vénéré
Le principal kami du Yaizu est Yamato Takeru (日本武尊), le légendaire prince du IVe siècle de la dynastie Yamato, fils de l'empereur Keikō, dont la légende est rapportée dans les chroniques Kojiki et Nihon Shoki.
Selon une des légendes du cycle Yamato Takeru, l'empereur Keikō l'envoie dans les provinces de l'Est, où le kuni no miyatsuko s'était rebellé contre la cour impériale. Ses ennemis tentèrent de le tuer en mettant le feu à une plaine herbeuse, mais il s'échappa en utilisant les pouvoirs de son épée magique, la Kusanagi no tsurugi et deux pierres magiques. L'épée, un des insignes impériaux du Japon est conservée au Atsuta-jingū à Nagoya, ainsi que l'une des pierres magiques. Le Yaizu-jinja prétend détenir la pierre restante, ainsi qu'avoir été construit sur l'emplacement de l'évasion miraculeuse de Yamato Takeru.
Les trois autres kamis consacrés au Yaizu-jinja sont les trois principaux serviteurs de Yamato Takeru lors de son voyage à l'est, dont son beau-frère Kibi Takehiko no Mikoto (吉備武彦命), Otomo no Takehi no Mikoto (大伴武日連命) et Nanatsukahagi no Mikoto (七束脛命).
Le Yaizu-jinja possède également de nombreux petits sanctuaires subsidiaires consacrés à divers kamis dans son enceinte.

## Histoire
La date de fondation du Yaizu-jinja est inconnue. Selon la tradition du sanctuaire, il est fondé en 409. Dans le Engishiki du début de l'époque de Heian, le Yaizu-jinja est mentionné comme l'un des quatre sanctuaires du district de Mashizu de la province de Suruga. Il est alors patronné par le clan Imagawa à l'époque de Muromachi et reçoit des revenus d'un montant de 500 koku pour son entretien. Cette somme est réduite à 70 koku à l'époque d'Edo par le shogunat Tokugawa. En 1883, le Yaizu-jinja est désigné « sanctuaire préfectoral » dans le cadre du shintoïsme d'État.

## Matsuri
L'Aramatsuri est le principal festival du sanctuaire (tous les ans, les 12 et 13 août). Il comporte une procession avec deux mikoshi et est considéré comme l'un des matsuri les plus rudes dans la région de Tōkai.